# Kali NetHunter
Kali Linux NetHunter版是由Debian派生出的ARM架构Linux发行版，用于数字取证和渗透测试。该系统由Offensive Security有限公司负责维护和提供资金。Mati Aharoni、Devon Kearns和Raphaël Hertzog是核心开发者。

## 发展
Kali Linux NetHunter版由社区成员BinkyBear和Offensive Security创建。它适用于Nexus平板电脑设备和一加 1手机。Kali Linux NetHunter版上的软件与其母操作系统Kali Linux相同，但被设计用于ARM处理器芯片。

## 需求
1. Kali Linux安装至少需要10GB硬盘空间。
2. ARM架构至少512MB RAM。

## 支持的平台
Kali Linux NetHunter版本是在ARM架构上发布的。

## 特性
Kali Linux有一个专门的项目，叫做Kali Linux NetHunter，用于兼容和移植到特定的Android设备。

## 另请参阅
- Kali Linux
- Offensive Security